# Oscilator promjenljive frekvencije
Oscilator promenljive frekvencije (OPF) u elektronici je oscilator čija se frekvencija može podesiti preko nekog opsega. To je neophodna komponenta u svakom podesivom radio prijemniku ili predajniku koji radi po superheterodinskom principu, i kontroliše frekvenciju na koju je podešen aparat.

## Namjena
Na jednostavan prijemnik superhet radija, dolazeća radio frekvencija signala (na frekvenciji {\displaystyle f_{IN}}) sa antenom se meša sa OPF i izlaznim signalom podešenim na {\displaystyle f_{LO}}, proizvodeći međufrekvenciju ( - IF). Međufrekvencija signala je izabrana tako da bude ili zbir dvije frekvencije na ulazu ({\displaystyle f_{IN}+f_{LO}}) ili češće razlika frekvencija ({\displaystyle f_{IN}-f_{LO}}) u zavisnosti od dizajna prijemnika.
Pored željenog međufrekventnog signala i njegove neželjene slike (mješanje proizvoda suprotnog znaka), mikser izlaza će takođe sadržati dve originalne frekvencije {\displaystyle f_{IN}} i {\displaystyle f_{LO}} i razne kombinacije ulaznih harmonika signala. Ovi neželjeni signali su odstranjeni IF-filtrom. Ako je dvostruki uravnoteženi mikser aktivan, ulazni signali koji se pojavljuju na izlazima miksera su puno prigušeni, smanjujući potrebnu izloženost IF-filtra. Prednost korišćenja OPF kao heterodnog oscilatora je da samo mali dio radio prijemnika (u dijelu pre miksera, kao što je pojačalo) treba da ima široki opseg. Ostatak filtra može se fino podesiti na IF frekvenciji.
U prijemniku sa direktnom konverzijom OPF je podešen na istoj frekvenciji kao i dolazna radio frekvencija ({\displaystyle f_{IF}=0{Hz}}). Demodulacija se obavlja korišćenjem niskopropusnih filtara i pojačala . U radiofrekvencijskom (RF) predajniku, OPF se često koristi za podešavanje frekvencije izlaznog signala, ponekad posredno kroz hetrodinski proces sličnom onom gore opisanom. U ostalim slučajevima koristimo ih u cvrkut generatorima za radarske sisteme gdje oscilator prolazi vrlo brzo kroz niz frekvencija, vreme generisanja signala za osciloskope i refleksiju vremenskog domena i promjenljivih generatora audio frekvencija koji se koriste u muzičkim instrumentima i audio opremi.
Postoje dve osnovne vrste OPF u upotrebi: analogni i digitalni.

## Analogni OPF
Analogni OPF je elektronski oscilator, gdje je vrednost bar jednog podesiva pod kontrolom korisnika tako da mjenja svoju frekvenciju izlaza. Pasivna komponenta čija se vrednost može podešavati je obično kondenzator, ali bi mogao da bude i promjenljivi kalem.

## Promjenljivi kondenzator
Promjenljivi kondenzator (engl. Tuning capacitor) je mehanički uređaj kome se mijenjanjem razmaka ploča mijenja kapacitivnost. Podešavanje ovog kondezatora je ponekad olakšano mehaničkim step-down menjačem kako bi se postiglo fino podešavanje.

## Varikap dioda
Obrnuto-polarisana poluprovodnička dioda (engl. varactor) pokazuje kapacitivnost. Budući da širina njenog neprovodnog područja zavisi od jačine inverznog napona koji se priključi, taj napon se može koristiti za kontrolu kapacitivnosti. Varaktor prednapon se može generisati na više načina, i ne mora da ima značajnih pokretnih delova u konačnom dizajnu.Varaktori imaju niz nedostataka uključujući temperaturu drifta i starenje, niski Q-faktor i nelinearnost.

## Digitalni kristalni OPF
Savremeni radio prijemnici i predajnici obično koriste neki oblik digitalne sinteze frekvencija da generišu signal OPF. Prednosti uključuju manje projekte, nedostatak pokretnih delova, kao i lakoća kojom se frekvencije sa lakoćom mogu uskladištiti i manipulisati u digitalnom računaru koji je obično ugrađen u dizajnu za druge svrhe.
Takođe je moguće da radio postane frekventno agilan u tome da kontrolni kompjuter moze da promjeni frekvenciju podešenu na radiju nekoliko desetina,hiljada čak i miliona puta u sekundi. Ova mogućnost prijemnika dozvoljava efikasno praćenje različitih vrsta kanala istovremeno koristeći digitalni selektivni poziv tehnike da odluči kada će otvoriti izlazni audio kanal i obavjestiti korisnika o dolaznom signalu. Unapred programirana frekventna agilnost takođe predstavlja osnovu nekog vojnog radija i stelt tehnike . Ekstremna frekventna agilnost leži u srcu proširenog spektra tehnika koje su stekli redovnu upotrebu u umreživanju računara, kao što su bežični .
Postoje nedostaci digitalne sinteze poput nemogućnosti digitalnih sintisajzera da se podese dobro sve frekvencije, ali uz kanalisanje radijskih opsega, to se takođe može vidjeti kao prednost time što sprečava radio da funkcioniše između dva detektovana kanala. Digitalna frekventna sinteza se oslanja na stabilnim kristalno kontrolisanim izvorima referentnih frekvencija. Oscilatori kontrolisani kristalom su stabilniji od induktivno i kapacitivno kontrolisanih oscilatora. Mana im je što mjenjanje frekvencije zahtjeva promjenu kristala , ali učestalost sintisajzer tehnike učinili su to nepotrebnim u novijem dizajnu .

## Digitalna frekventna sinteza
Elektronske i digitalne tehnike koje su uključene u ovo su:
- Direktna digitalna sinteza

Dosta podataka za matematičke sinusne funkcije su sačuvani u digitalnoj memoriji. Ona je podešena na odgovarajuću brzinu i hrani digitalni analogni konvertor gdje se potreban sinusni talas izgradi .
- Direktna frekventna sinteza

Višestruki kristali mogu da se mešaju u različitim kombinacijama da proizvedu različite izlazne frekvencije.
- Fazna petlja (PLL)

Korišćenjem varaktora ili naponski kontrolisanog oscilatora (NKO) i faznog detektora kontrolne petlje mogu biti podešene tako da je NKO izlaz frekvencijski zaključan u kristalno kontrolisanom referenc- oscilatoru. Faza detektora napravi poređenje između rezultata dva oscilatora nakon što frekvencija podeli strane različitih izvora. zatim mijenjanjem frekvencije pod kontrolom računara, širok spektar izlaznih frekvencija OPF može biti generisan.

## Performanse
Kriterijumi kvaliteta OPF uključuju stabilnost frekvencije, fazu šuma i spektralnu čistoću. Svi ovi faktori imaju tendenciju da budu obrnuto proporcionalni faktoru dobrote Q. Pošto je u cjelini podešavanje opsega takođe proporcionalno Q faktor dobrote OPF će se pogoršavati sa porastom frekvenciskog opsega.

## Stabilnost
Stabilnost je mjera koliko se izlazna frekvencija jednog OPF pomjeri sa vremenom i temperaturom. Da bi se ublažio ovaj problem OPF su fazno zaključani do stabilizacije referentnog oscilatora. PLL koristi negativnu povratnu spregu za popravku frekvenciskog drifta na OPF i omogućava širok spektar promjenljive frekvencije i dobru stabilnost.

## Ponovljivost
U idealnom slučaju u istom kontrolnom ulazu u OPF oscilator treba da generiše potpuno istu frekvenciju. Promjena u kalibraciji OPF može promijeniti kalibraciju prijemnika; povremeno podešavanje prijemnika je potrebno. OPF koji se koristi kao dio faznog sintisajzera frekvencije imaju manje stroge zahtjeve jer je sistem stabilan, kristal kontroliše referentnu frekvenciju.

## Čistoća
Grafik amplitude OPF sa frekvencijom može pokazati nekoliko vrhova verovatno harmonično povezanih.Svaki od ovih vrhova može se potencijalno miješati sa drugim dolaznim signalom i proizvoditi lažni signal. Ovo može dovesti do povećanja šuma ili postojanja dva signala tamo gdje treba da postoji samo jedan. Dodatni djelovi mogu da se dodaju na OPF da suzbije visoke frekvencije parazitskih oscilacija. U predajniku ovi lažni signali se generišu sa zeljenim signalom.Filtriranje može zahtjevati da se prenosni signal zadovoljava propise za propusni opseg i sporedne emisije.

## Kristalna kontrola
U svim slučajevima, kristalno kontrolisani oscilatori su se bolje ponašali od poluprovodnika i LC-alternative. Oni imaju tendenciju da budu stabilniji, više ponovljivi , imaju sve manje i manje harmonije i manji šum od svih alternativa u njihovoj grupi. Ovo djelom objašnjava njihovu ogromnu popularnost u jeftinim i kompjuterski kontrolisanom (PLL i synthesizer-based ) OPF.

## Literatura
- Larry D. Wolfgang, ур. (1991). The ARRL Handbook for Radio Amateurs, Sixty-Eighth Edition. Newington, Connecticut: American Radio Relay League. Chapter 10. ISBN 978-0-87259-168-4.